# SOL23
Xperia Z1 SOL23（エクスペリア ゼットワン エスオーエル ニーサン）は、ソニーモバイルコミュニケーションズによって日本国内向けに開発された、auブランドを展開するKDDIおよび沖縄セルラー電話のCDMA 1X WIN、および第3.9世代移動通信システム（au 4G LTE）対応スマートフォンである。

## 概要
SOL22の後継機種で、グローバルモデルであるXperia Z1の日本国内ローカライズモデルとなる。
NTTドコモのみで販売された前モデルのXperia Zを基調としたデザインで、カラーバリエーションの「ブラック」「ホワイト」「パープル」のうち、パープルの色合いが多少ながら変わっており、若干青味帯びた色合いになっている。
スマートフォンではトップクラスとなる有効画素数2070万画素のアウトカメラには、ソニー製の裏面照射積層型CMOSセンサー「Exmor RS for mobile」とソニーが開発した広角27mm、F2.0の薄型非球面レンズ「Gレンズ」、同社製のデジタルカメラ「α」や「Cyber-shot」に採用されている画像処理エンジン「BIONZ」をXperia向けに最適化した「BIONZ for mobile」を搭載し、コンパクトデジタルカメラ同等のより高画質な写真を楽しむことができる。
また、日本独自機能としておサイフケータイ・ワンセグ・赤外線通信、さらに既存のau向け端末としては初の試みとなるフルセグ放送の受信に対応している。ただしフルセグ放送の録画は出来ない。
付属の卓上ホルダはアダプターの交換によりケースを着用したままでも充電することが出来る。
バッテリーはXperiaシリーズ現時点の最大容量である3000mAh。なお、バッテリーの取り外しは不可である。これはグローバル版・ドコモ版も同様である。バッテリーの取り外し不可はau向けソニーモバイル端末としては初めてで、ソニー・エリクソン時代も含めるとIS12S以来の2機種目となる。
キャッチコピーは「Xperiaが新たなソニー体験の扉を開く。The best of Sony, for the best of you.」。

## 搭載アプリ
- au Market
- au Wi-Fi接続ツール
- au ID 設定アプリ
- auお客様サポート
- au Cloud
- auスマートパス
- auかんたん設定
- auショッピングモール
- auテレビGガイド
- auバックアップ
- au災害対策
- うたパス
- ビデオパス
- ブックパス
- おはなしアシスタント
- NFCタグリーダー
- NFCメニュー
- Eメール（ezweb.ne.jpのメール送受信アプリ）
- Eメール（PCメールなどのメール送受信アプリ）
- Video Unlimited
- 電子書籍 Reader by Sony
- PlayStation Mobile
- Socialife
- FMラジオ
- OfficeSuite
- Sony Select
- Facebook
- WALKMAN
- 連絡先
- ダイヤル
- アルバム
- ムービー
- TrackID
- TrackID TV
- Xperia Lounge Japan
- TV SideView
- ノート
- スケッチ
- File Commander
- テレビ
- おサイフケータイ
- カメラ
- 取扱説明書
- アラームと時計
- 電卓
- メッセージ
- Gmail
- Youtube
- 設定
- Google
- ハングアウト
- ナビ
- ローカル
- Playストア
- Google Maps / Latitude / ナビ
- Chrome
- カレンダー
- Google+
- メッセンジャー
- Playムービー
- Playブックス
- Playゲーム
- 音声検索
- Google設定
- DARTSLIVEアプリ

## その他機能
※PC向けWebブラウザが標準装備されている。携帯向けサイト(EZWeb)は他のスマートフォンやPCと同じく閲覧不可。
| 主な機能・対応サービス                                                  | 主な機能・対応サービス                           | 主な機能・対応サービス              | 主な機能・対応サービス         |
| ----------------------------------------------------------------------- | ------------------------------------------------ | ----------------------------------- | ------------------------------ |
| auウィジェット Webブラウザ                                              | LISMO! for Android メディアプレイヤー LISMO WAVE | おサイフケータイ NFC                | ワンセグ フルセグ DLNA/DTCP-IP |
| PCメール Gmail EZwebメール                                              | デコレーションメール デコレーションアニメ        | Skype au                            | PCドキュメント                 |
| au Smart Sports Run & Walk Karada Manager ゴルフ(web版) Fitness、歩数計 | GPS 方位計                                       | au oneナビウォーク au one助手席ナビ | au one ニュースEX au one GREE  |
| かんたんメニュー じぶん銀行                                             | 緊急速報メール                                   | Bluetooth                           | 無線LAN機能 (Wi-Fi)            |
| 赤外線通信                                                              | WIN HIGH SPEED au 4G LTE                         | グローバルパスポート                | auフェムトセル                 |
| microSD microSDHC                                                       | モーションセンサー(6軸)                          | 防水 防塵                           | 簡易留守録 着信拒否設定        |

- 安心セキュリティパックはフル対応
- PlayStation Certifiedに対応（DUALSHOCK 3対応）

## 沿革
- 2013年9月4日（現地時間） - ドイツ・ベルリンの家電展示会「IFA 2013」にてソニーモバイルコミュニケーションズよりグローバルモデル発表。この時点で日本国内での販売も予告されていた[9]。
- 2013年10月2日 - KDDI、およびソニーモバイルコミュニケーションズより公式発表。
- 2013年10月11日 - 事前予約開始。
- 2013年10月23日 - 発売開始[10]。

## アップデート
2014年1月30日のアップデート
- 画面タッチが途切れる場合がある事象の改善。
- 充電できない場合がある事象の改善。
- ホワイトバランス調整機能の追加。

※同等機種であるSO-01F向けにアップデートで実装されたSTAMINAモードに関しては当アップデートの配信時に「2月下旬以降アップデート」とアナウンスされ、その後、2014年2月25日にアップデートの配信が開始された。
2014年2月25日のアップデート
- STAMINAモード機能の追加。
- 伝言メモ機能の追加。
- Wi-Fi安定制御機能（Wi-Fiが安定している時にのみWi-Fiで接続する機能）の追加。

2014年4月10日のアップデート
- ステータスバーの電池残量表示（パーセンテージ）の表示／非表示が変更できない場合がある事象の改善。
- Wi-Fiアクセスポイントのステルス機能を有効にした場合、5GHz帯では接続できない場合がある事象の改善。

2014年5月20日のアップデート
- フェイスアンロック機能が正常に動作しない事象の改善。

2014年8月5日のアップデート　
- Android 4.4による機能・操作性の向上。
- 絵文字の入力方法の変更と絵文字の個数追加。
- カメラ機能・操作性・画質の向上。